# Kamenná (ort i Tjeckien, Södra Böhmen)
Kamenná är en ort i Tjeckien.   Den ligger i regionen Södra Böhmen, i den södra delen av landet, 150 km söder om huvudstaden Prag. Kamenná ligger 560 meter över havet och antalet invånare är 270.
Terrängen runt Kamenná är platt norrut, men söderut är den kuperad. Terrängen runt Kamenná sluttar norrut. Runt Kamenná är det ganska glesbefolkat, med 23 invånare per kvadratkilometer. Närmaste större samhälle är Kaplice, 13,7 km väster om Kamenná. Omgivningarna runt Kamenná är en mosaik av jordbruksmark och naturlig växtlighet.